# Борка Шубарановић
Борка Шубарановић (Варварин, 12. октобар 1898 — Варварин, 26. август 1985) била је српски костимограф и костимер.
Двадесетих година 20. века почела је да ради у Народном позоришту у Београду као чистачица, да би након тога почела да шије костиме глумцима. У позоришту је радила до 1945. године, а после рата на филму и телевизији. Први филм на коме је радила био је „Софка” са Радошем Новаковићем, а последњи 1973. године „Сутјеска”.
Била је кућни пријатељ са Ивом Андрићем и Милицом Бабић, Радошем Новаковићем, Кочом Поповићем, Павлом Вујисићем, Гутом Добричанином, Милутином Живановићем, Миломиром Денићем, Жоржом Скригином, Миодрагом Петровићем Чкаљом. Сарађивала је и са глумцима из целог света који су снимали копродукције у Југославији.
Филмови „Сутјеска”, „Битка на Неретви”, „Марш на Дрину”, „Орлови рано лете”, „Лито виловито”, „Десант на Дрвар”, „Саша”, „Госпођа министарка”, „Поп Ћира и поп Спира”, „Песма са Кумбаре”, „Сумњиво лице”, „Узаврели град” су једни од најважнијих дела Југословенске кинематограафије у чијем стварању је учествовала и шила костиме.